# Список памятников Североморска

В списке приведены памятники, находящиеся на территории города Североморска, Мурманской области России по состоянию на 2011 год.
| Фото         | Год установки   | Название                                                               | Авторы                                                                          | Местоположение                       |
| ------------ | --------------- | ---------------------------------------------------------------------- | ------------------------------------------------------------------------------- | ------------------------------------ |
|              | 10 июня 1973    | Памятник Героям-Североморцам                                           | Скульпторы Г. В. Нерода и Ю. Г. Нерода, архитекторы В. Н. Душкин и А. А. Шашков | Приморская площадь                   |
|              | 6 ноября 1966   | Памятник Героям-артиллеристам                                          | Архитекторы А. А. Шашков, Т. Н. Шашкова. А.Вейсман, Е.Пантелеймонов             | Северная сопка                       |
|              | 26 июля 1981    | Памятник «ИЛ-4»                                                        | Архитекторы Г. И. Евдокимова, С. А. Бачурин                                     | между улицами Сивко и Корабельная    |
|              | 31 июля 1983    | Памятник «Торпедный катер ТКА-12»                                      | Архитекторы В. В. Алексеев, В. А. Гопак                                         | Площадь Мужества                     |
|              | 1967            | Бюст дважды Героя Советского Союза Б.Ф.Сафонова на улице Сафонова      | Скульптор Э. И. Китайчук, архитектор А. А. Шашков                               | Центральная площадь                  |
|              | июль 2003       | Памятник Т. А. Апакидзе                                                | Скульпторы П. Абарин и С. Абарина, главный инженер проекта А. Ф. Речиц          | Центральная площадь                  |
|              | 18 февраля 1968 | Монумент славы авиаторам Северного Флота                               | Скульпторы О.Романов, М.Хидекель                                                | Угол улиц Пикуля и Мурманского шоссе |
| Фото         | 17 августа 1986 | Мемориал славы авиаторам-североморцам                                  | Скульптор Э. И. Китайчук, архитектор В. В. Алексеев                             | Берег Кольского Залива, п. Сафоново  |
| Фото         | 7 ноября 1965   | Памятник флотским строителям                                           | Т. К. Хайров                                                                    | Улица Адмирала Падорина              |
|              | 18 апреля 1976  | Памятный знак «Ракета»                                                 | Архитектор А. А. Шашков                                                         | Южная сопка мыса Алыш                |
|              | 9 мая 1975      | Обелиск «Воинам, павшим в боях за Родину»                              | А. А. Шашков, Т. Н. Шашкова                                                     | Мемориальное кладбище                |
|              | 23 февраля 1968 | Обелиск войнам-связистам                                               | Матрос В. Косминин                                                              | Улица Кортик                         |
|              | 19 августа 1945 | Бюст дважды Героя Советского Союза Б. Ф. Сафонова на улице Гвардейской | Скульптор Л.Е.Кербель; архитектор Б.В.Муравьев.                                 | Улица Гвардейская                    |
|              | 31 июля 1983    | Памятник-мемориал «подводная лодка К-21»                               |                                                                                 | Площадь Мужества                     |
| Фото         | 9 мая 1990      | Памятник юнге Саше Ковалеву                                            | П. Абарин, С. Абарина                                                           | Улица Головко                        |
|              | 9 мая 1985      | Памятник морякам надводных кораблей                                    | Мичман Б. Б. Манько                                                             | Территория воинской части            |
|              | 9 мая 1986      | Памятник морякам-минерам                                               | Капитан 3 ранга Е. В. Монахов                                                   | Губа Окольная                        |
|              | 29 июля 1983    | Декоративный знак-символ Краснознаменного Северного флота              | В. В. Алексеев                                                                  | Улица Кортик                         |
| Фото         |                 | Памятник Ленину                                                        |                                                                                 | Центральный городской парк           |
| Старый Новый |                 | Памятник Северному Оленю                                               |                                                                                 | между улицами Душенова и Гаджиева    |